# Западно-Туркменская нефтегазоносная область
Западно-Туркменская нефтегазоносная область — расположено в юго-восточной части Каспийского моря. Административно она расположена на территории западной части Туркменистана. Данной области открыто более 110 месторождении из них крупные Джейтун, Джигалыбек, Диярбекир, Магтымгулы, Гарагол-Дениз, Барса-Гельмес, Котур-Тепе.

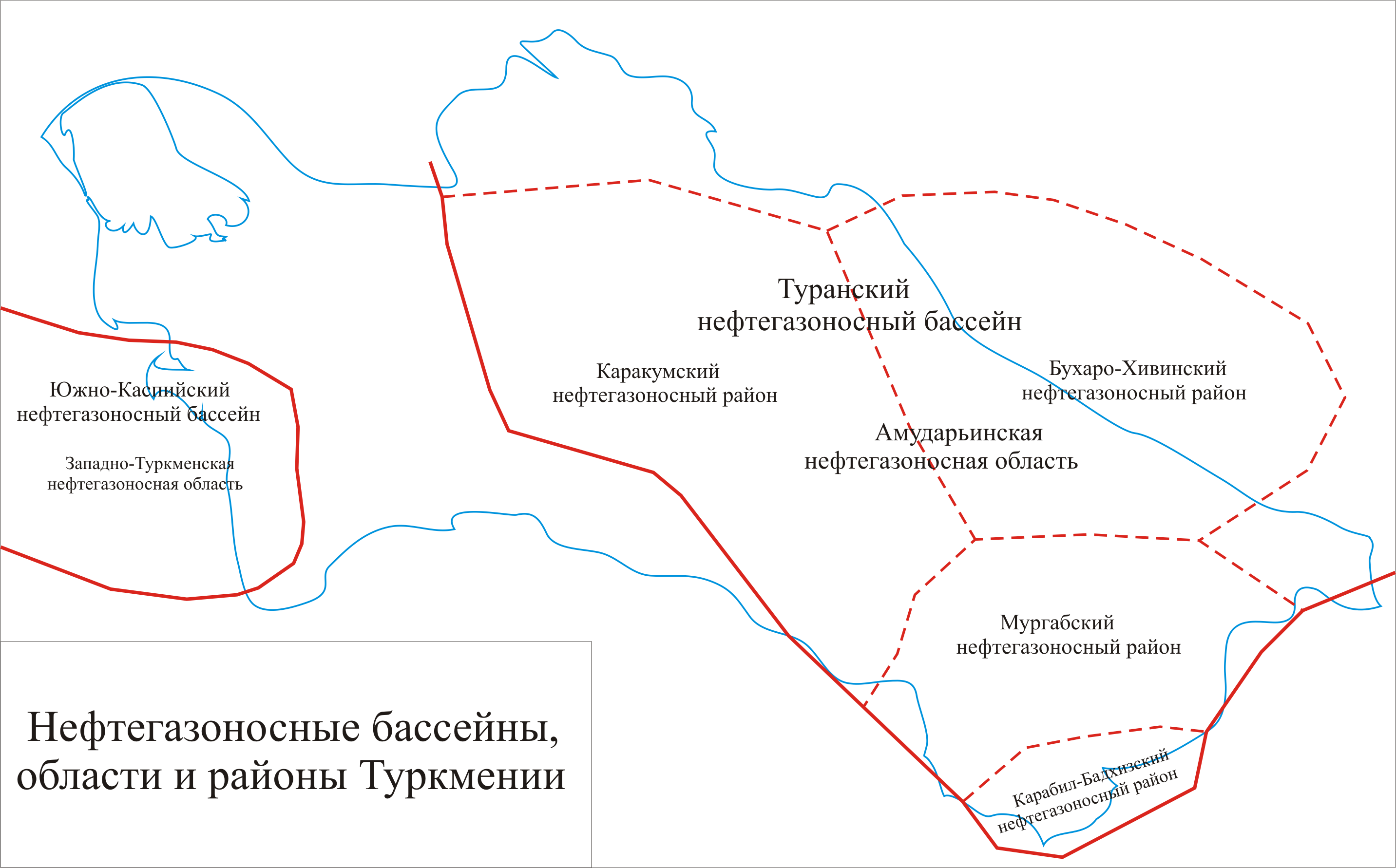
Туркменские НГП

Разведка и добыча нефти в Западном Туркменистане осуществляется 130 лет. Извлечено уже более 350 млн тонн нефти и конденсата, 20 млрд кубометров газа. Нефтегазоносность области связана с отложениями плиоценового возраста.
Осадочный чехол в пределах Западного Туркменистана представлен мезозойскими и кайнозойскими породами. По данным сейсморазведки его мощность увеличивается с востока на запад от 7 до 19 км. Наиболее древние, очевидно, триасовые отложения.
Ресурсы оценивается 2-6 млрд тонн нефти и 2-5 трлн м3 природного газа.